# Escala de tácticas de conflicto
La escala de tácticas de conflicto (CTS por sus siglas en inglés), creada por Murray A. Straus en 1979, es un táctica utilizada en la investigación sobre violencia familiar."  Hay dos versiones de la CTS: la CTS2 (una versión ampliada y modificada de la CTS original) y la CTSPC (CTS Padres e Hijos). Para 2005, la CTS se ha utilizado en aproximadamente 600 trabajos científicos o académicos con revisión por pares, incluyendo estudios de cohorte longitudinales de nacimiento. Las encuestas nacionales realizadas en los EE. UU. utilizando este método incluyen dos encuestas nacionales de violencia familiar (1975 y 1985), la encuesta nacional de violencia contra la mujer (1998), que, según Straus, utiliza una "versión feminista" de la CTS con el fin de minimizar los datos sobre la perpetración femenina de la violencia de pareja, y la encuesta nacional del bienestar de niños y adolescentes. Una encuesta internacional importante que utilizó la CTS fue el estudio internacional de la violencia en encuentros del año 2006, que investigó la violencia de pareja entre 13.601 estudiantes universitarios a través de treinta y dos países diferentes.
En un artículo de 2005 en el Periódico de la violencia interpersonal, Jennifer Langhinrichsen-Rohling nombra a la CTS entre los avances más importantes en el campo de la investigación de violencia de pareja, afirmando que "fue revolucionario, ya que permitió a los investigadores estudiar cuantitativamente eventos que a menudo habían sido ignorados culturalmente y que por lo general tienen lugar en privado ".
Sin embargo, la CTS es uno de los instrumentos de medición de la violencia doméstica más ampliamente criticado debido a su exclusión de las variables de contexto y los factores de motivación en la comprensión de los actos de violencia. El Instituto Nacional de Justicia advierte que la CTS puede no ser apropiada para la investigación de violencia de pareja "ya que no mide el control, coerción, o los motivos de las tácticas de conflicto."

## Estructura
Las escalas se basan en la premisa de que el conflicto es un aspecto inevitable de toda asociación humana, pero que el uso de la coerción (incluyendo la fuerza y la violencia) como táctica de resolución de conflictos es perjudicial. La CTS se centra en las "tácticas de conflicto" - el método utilizado para avanzar en el propio interés dentro de un conflicto - como un comportamiento, y mide los comportamientos tácticos de conflicto, tanto del entrevistado como el de su pareja/cuidador principal. Sin embargo, la CTS "excluye deliberadamente actitudes, emociones y la evaluación cognitiva de las conductas" medidos. Esto se debe a que muchas víctimas de violencia de pareja no ven a sí mismos como víctimas de abusos, y como tal, su valoración cognitiva de su situación puede afectar a las mediciones de la CTS. Straus explica que la "discrepancia entre el comportamiento y la evaluación cognitiva del comportamiento es importante para la comprensión de la violencia familiar y para el diseño de programas de prevención y tratamiento. Sin embargo, es posible identificar la discrepancia sólo si hay un instrumento como la CTS que obtiene los datos de comportamiento ".
Un estudio basado en la CTS idealmente incluiría datos de los encuestados y sus parejas/cuidadores primarios con el fin de investigar el grado de simetría o asimetría entre sus respuestas. La CTS se puede administrar a través de una entrevista en persona, entrevista telefónica, cuestionario autoadministrado, y/o cuestionario administrado por computadora.

### Escala de tácticas de conflicto revisada (CTS2)
La CTS2 revisada mide un total de 39 comportamientos. Cada uno de estos comportamientos, o "elementos", se divide en cinco categorías: "negociación", "agresión psicológica", "asalto físico", "coerción sexual" y "lesiones". Cada una de las cinco categorías se subdivide en dos subescalas: "negociación" se subdivide en "cognitiva" y "emocional", mientras que las otras cuatro categorías se subdividen en "menor" y "grave". Hay seis elementos en "negociación", ocho de "agresión psicológica," doce en "asalto físico", siete en "coerción sexual", y seis de "lesiones".
Ejemplos de cada categoría son:
- Negociación: "Le mostré a mi pareja que me importaba a pesar de que no estuviéramos de acuerdo" (emocional); "Se sugirió un compromiso para un desacuerdo" (cognitivo).
- Agresión psicológica: "Grité a mi pareja" (menor); "Amenazé golpear o tirar algo a mi compañero" (grave).
- Asalto físico: "Palmeé a mi pareja" (menor); "Golpeé a mi pareja" (grave)
- Coerción sexual: "Insistí en el sexo cuando mi pareja no quería (pero no hice uso de la fuerza física)" (menor); "Utilicé la fuerza (como golpear, mantener presionada o el uso de un arma) para hacer que mi pareja tuviera sexo" (grave)
- Lesiones: "Tuvimos un esguince, contusión o pequeño corte a causa de una pelea con mi pareja" (menor); "Necesitaba ver a un médico a causa de una pelea con mi pareja, pero no lo hice" (grave).[20]

Las preguntas de la CTS2 se presentan en parejas. La primera pregunta en el par pide a los encuestados indicar con qué frecuencia se lleva a cabo cada elemento, en un rango de "nunca" a "más de 20 veces," en el período de referencia. La segunda pregunta con qué frecuencia la pareja realiza cada elemento dentro del mismo período de referencia. Períodos de referencia por defecto son generalmente de 12 meses, pero otros períodos de tiempo pueden ser utilizados. Subescalas que miden grados de severidad de las conductas como "menos graves" y "más graves" se incluyen para todas las escalas de la CTS, "basados en el supuesto mayor daño resultante de actos en la subescala severa". La gravedad de los comportamientos también se puede medir mediante el análisis de la frecuencia de los actos y por si una lesión fue informada por el demandado.

### CTSPC
La CTSPC (escala de tácticas de conflicto en las relaciones padre-hijo, por sus siglas en inglés) tiene escalas para medir:
- Asalto físico (con subescalas para el castigo corporal y el abuso físico),
- Agresión psicológica,
- Técnicas de disciplina no violentas.

La CTSPC también incluye preguntas complementarias sobre los casos de abandono, abuso sexual, y la disciplina en la última semana anterior a la encuesta.

### Puntuación
Hay muchas maneras de puntuar la CTS.
Entre los métodos de puntuación más comunes se incluyen:
- Prevalencia: Los resultados en el porcentaje de encuestados que reportaron ser víctimas o perpetradores de un artículo (o artículos) una o más veces.[6]
- Frecuencia: Los resultados en el número de veces que un artículo se produjo durante el pasado anterior. Una limitación de este resultado es que, para las muestras de población general, "la distribución es tan sesgada que la media no es una medida apropiada de tendencia central." Sin embargo, una muestra de los delincuentes o víctimas conocidas tendrá una puntuación de frecuencia mucho más alta "que puede ser muy útil para medir la cronicidad de los malos tratos."[6]
- Nivel de severidad y tipos mutuos: El nivel de gravedad clasifica cada caso en tres categorías: "ninguno", "sólo menor" o "grave". Los tipos mutuos clasifican cada caso como "encuestado solamente", "pareja solamente" o "ambos". Straus escribe que "los tipos mutuos pueden ser particularmente útiles en la terapia de pareja porque más de cien estudios han encontrado que cuando hay violencia, 50 por ciento o más de las veces es por ambos miembros de la pareja."[6][22][23]

## Críticas
Los críticos de la CTS argumentan que es un instrumento ineficaz con el que medir la tasa de violencia de pareja porque, a pesar de que cuenta el número de actos de violencia, no proporciona información sobre el contexto en que se producen este tipo de actos (incluyendo el inicio, la intención, la historia, o patrón de la violencia). Los críticos dicen que este tipo de contextos no pueden separarse del acto en sí mismo, y por lo tanto la CTS tergiversa las características de la violencia en la pareja. Straus responde a esta crítica diciendo "la idea de que la escala de asalto físico de la CTS es defectuosa porque no tiene en cuenta el contexto, el significado, las causas y consecuencias de los actos violentos es análoga a la que se declara una prueba de la capacidad de lectura inválida porque no proporciona datos sobre por qué un niño lee mal (como la exposición limitada a los libros en casa o ansiedad ante los exámenes), o por no medir los efectos nocivos de la dificultad experimentada en la lectura (como la baja autoestima o la deserción escolar)." Michael S. Kimmel dice de este argumento, "tal analogía es completamente insuficiente. Es más parecido a un maestro que no mira cuan graves son las faltas de ortografía o si hay un patrón en los errores que podrían apuntar a un problema fisiológico como la dislexia o algún otro problema de aprendizaje, en comparación con la pereza académica, y dejando así a los problemas de aprendizaje sin tocar y desviando fondos hacia programas punitivos después de clases para los estudiantes perezosos".
Otra crítica común es que la CTS lleva supuestos ideológicos acerca de la violencia doméstica, como la idea de que la violencia de pareja es el resultado de una "discusión" más que un intento de controlar a la pareja. Por otra parte, la CTS pregunta por la frecuencia de los actos de violencia solo en los últimos doce meses y no puede detectar patrones sistemáticos de abusos en curso. También excluye los incidentes de violencia que se producen después de la separación y el divorcio. La CTS tampoco mide el abuso económico, la manipulación que incluye a los niños, el aislamiento o la intimidación - todas medidas comunes de la violencia desde una perspectiva de los defensores de las víctimas.
Otro problema metodológico es que la fiabilidad interobservador (la probabilidad de que los dos miembros de la díada medida respondan de manera similar) es cercana a cero para parejas evaluadas marido y mujer. Es decir, las posibilidades de que una pareja dada reporte respuestas similares sobre acontecimientos que ambos experimentaron no es mayor que el azar. Uno de los artículos más graves de la CTS, el acuerdo de marido-mujer está en realidad por debajo de las oportunidades estadísticas: "En el tema "una paliza", la concordancia fue nula: aunque había encuestados de ambos sexos que afirmaron haber administrado las palizas y encuestados de ambos sexos que afirmaban han estado en el extremo receptor, no había ni una sola pareja en la que una de las partes afirmó haber administrado y la otra de haber recibido una paliza ".